# أسطورة تنين الألفية
أسطورة تنين الألفية (鬼神伝 أونيغاميدِن) هو فيلم أنمي ياباني من إنتاج إستديو بيرو عام 2011.

## الحبكة
يبدأ الفيلم بمعركة بين الساموراي ومخلوقات الأوني، وهي شياطين مرئية تتكون من الدخان. لم تكن المعركة في صالح الساموراي إذ كان الأوني يستعدون للدفع بهجومهم الأخير لتدمير معبد محلي، ولكن الراهب غينون يقوم بمحوهم بضربة واحدة بقواه السحرية. يتحول المشهد بعدئذٍ للتركيز على جون تندو - مراهق خجول - سافر عبر الزمن 1200 سنة للوراء إلى ماضي اليابان في فترة هييان. هناك، يجب أن يحشد مساعدة ياماتا نو أوروتشي ليحل الحرب بين البشر والأوني. يتعرض جون للتنمر بسبب مظهره الضعيف ونقص مهاراته. يلاحق جون أحد مخلوقات الأوني ثم يهاجمه، فيهرب جون ليجد نفسه مختبئًا في معبد الراهب غينون ليواجهه الراهب بالحقيقة. يبدأ غينون بإخبار جون أن مخلوقات الظلام تلاحقه ويخبره عن الحرب بين البشر والأوني في فترة هييان. يفقد جون الوعي ويستيقظ في المعبد حيث يقابل رايكو ميناموتو، وهو سياف عالي المهارة يقاتل إلى جانب غينون.

## طاقم العمل
| الشخصية         | المؤدي الياباني |
| --------------- | --------------- |
| جون تندو        | كينشو أونو      |
| ميزوها          | ساتومي إيشيهارا |
| غينون           | شيدو ناكامرا    |
| كينتا           | كينتارو إيتو    |
| ساداميتسو أوسوي | ياسويوكي كاسي   |
| رايكو ميناموتو  | تاكاشي كوندو    |
| تسونا واتانابي  | شوتارو موريكوبو |
| مارو تايجيهينو  | أكيو نوجيما     |
| واداتسومي       | ماساكي تسوكادا  |

## وصلات خارجية
- أسطورة تنين الألفية على موقع IMDb (الإنجليزية)
- أسطورة تنين الألفية على موقع روتن توميتوز (الإنجليزية)
- أسطورة تنين الألفية على موقع نتفليكس (الإنجليزية)
- أسطورة تنين الألفية على موقع أول موفي (الإنجليزية)
- أسطورة تنين الألفية على موقع فيلمافينيتي (الإسبانية)
- أسطورة تنين الألفية على موقع قاعدة بيانات الأفلام السويدية (السويدية)
- أسطورة تنين الألفية على موقع قاعدة بيانات الفيلم (الإنجليزية)
- أسطورة تنين الألفية على موقع ليتربوكسد (الإنجليزية)
- أسطورة تنين الألفية على موقع كينوبويسك (الروسية)
- أسطورة تنين الألفية على موقع ANN anime (الإنجليزية)
- الموقع الرسمي (باليابانية)
- أسطورة تنين الألفية  في شبكة أخبار الأنمي (بالإنجليزية)
- أسطورة تنين الألفية  في قاعدة بيانات الأفلام على الإنترنت (بالإنجليزية)